# Pedro de Avos
Pedro de Avos foi um bandeirante de paulista. Acompanhou o Padre João de Faria Fialho e Borba Gato em pesquisa de ouro nos tabuleiros dos rios Grande, das Mortes e Sapucaí em 1694.